# Xindian (Fluss)
Der Xindian (chinesisch 新店溪, Pinyin Xīndiànxī) ist ein Fluss im Norden der Insel Taiwan.

## Verlauf
Der Xindian entspringt im Bezirk Shuangxi im Osten der Stadt Neu-Taipeh und durchläuft mit einer Länge von 82 km die Städte Neu-Taipeh und Taipeh. Seine wichtigsten Nebenflüsse sind der Beishi, der Nanshi sowie der Jingmei. Der Xindian fließt von seinem Ursprung aus stetig westwärts und hat seinen Namen von dem Stadtteil Xindian, den er passiert. In Banqiao vereinigt sich der Xindian mit dem Dahan zum Fluss Tamsui.

## Bedeutung
Der Xindian spielt eine eminent wichtige Rolle für die Trinkwasserversorgung der nordtaiwanischen Großstädte. Nach behördlichen Angaben stammen 97,5 % des Trinkwassers im Großraum Taipeh aus dem Xindian. Diese Leistung wird durch den Feicui-Staudamm erbracht, zu dem der Fluss bei Pinglin auf einer Länge von 510 m aufgestaut ist. Da der Xindian durch Abwässer aus Haushalten und Industrie jedoch stark belastet wird, unternehmen die Behörden in jüngerer Zeit größere Anstrengungen zur Verbesserung der Wasserqualität.
Im Stadtteil Xindian erweitert sich der Fluss zum Bitan-See, einem beliebten Naherholungsgebiet des Großraums Taipeh.

## Galerie

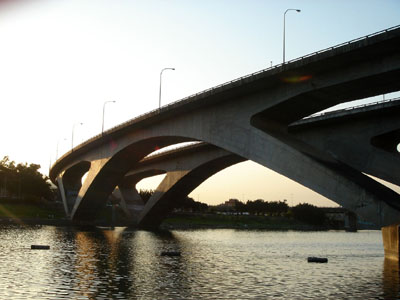
Neue Bitan-Brücke
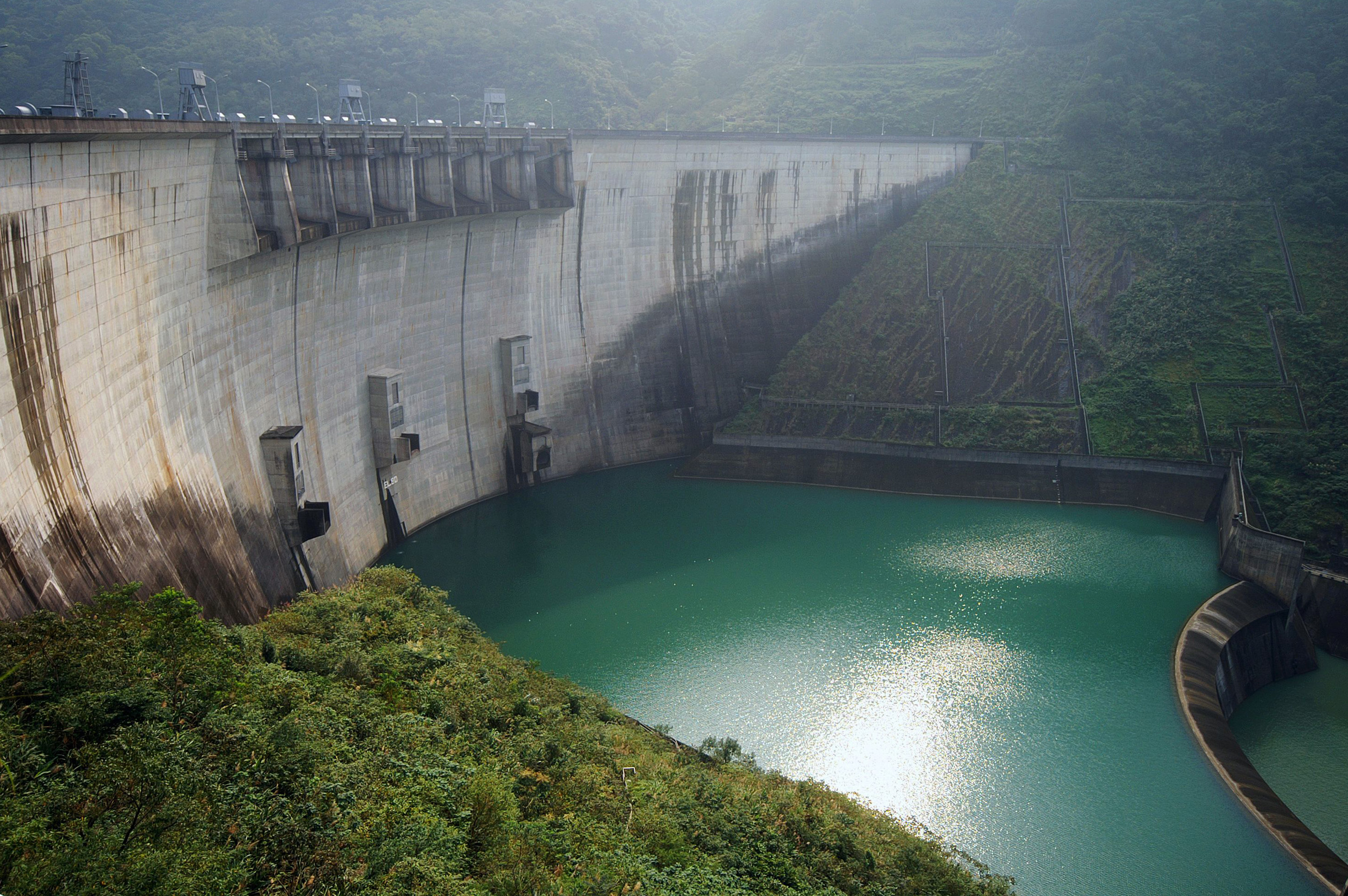
Feicui-Staudamm
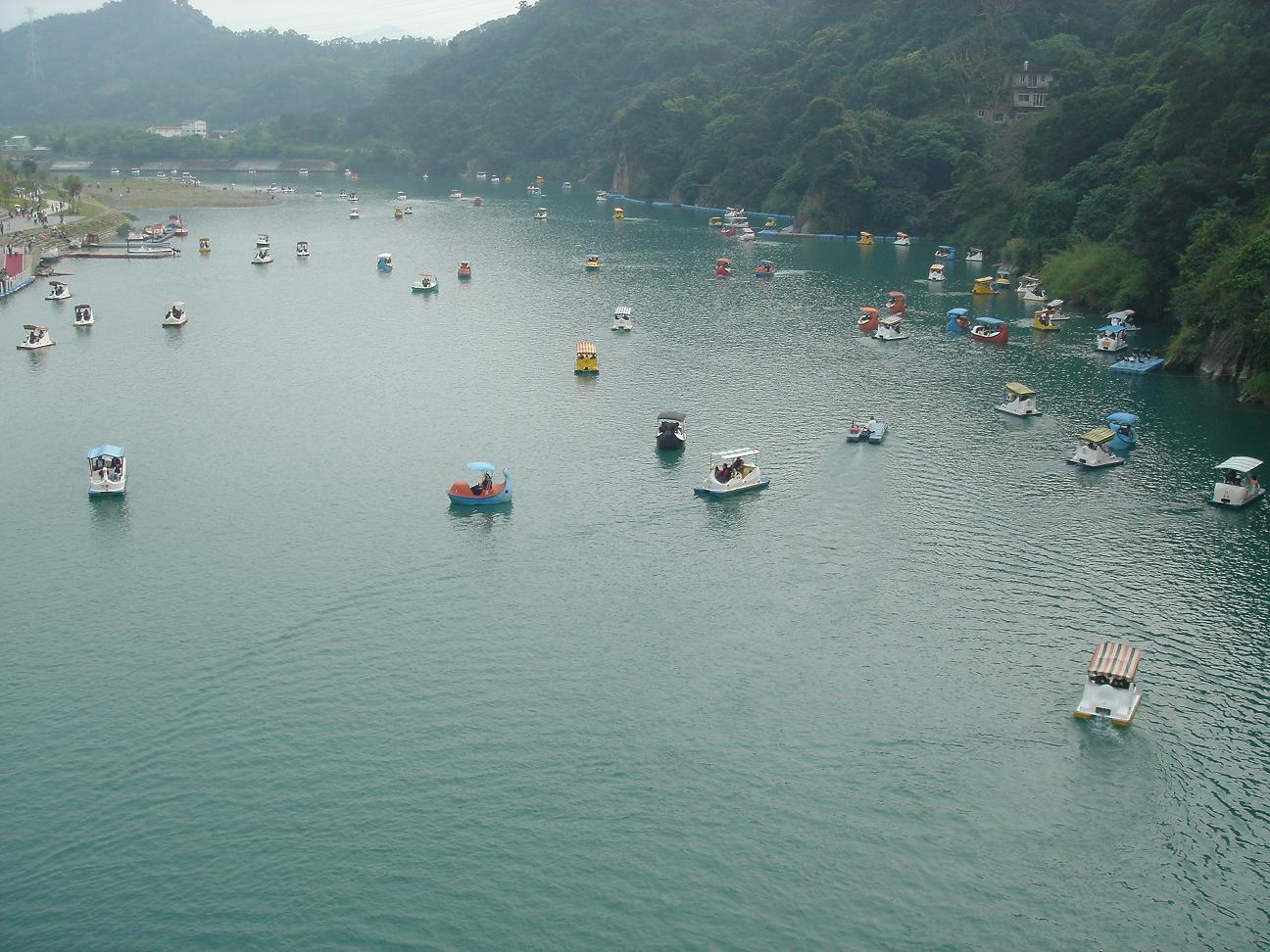
Bitan-See